# Manezjnajatorvet
Manezjnajatorvet (eller Manegetorvet; russisk: Манежная площадь, tr. Manezjnaja plosjtjad) er en stor åben plads i centrum af Moskva, Rusland. Torvet ligger lige nord for Kreml og har mod sydøst forbindelse med Den Røde Plads gennem Opstandelsesporten ved det Statslige historiske museum. Lidt længere mod nordøst ligger Teaterpladsen.
Manezjnajatorvet kantes af Hotel Moskva i nordøst, Statslige historiske museum mod sydøst, Manegen i sydvest og af Moskvauniversitetets tidligere hovedbygning mod nord. I det nordøstre hjørne ligger Statsdumaen og her udgår også en af Moskvas største gader, Tverskaja, fra. Tunnelbanestationen Okhotnyj Rjad findes ved torvet, og stationerne Revolutionspladsen og Teatralnaja findes tæt på.
Torvet renoveredes i 1990'erne, og i midten findes nu et stort underjordisk indkøbscenter på fire etager, og parkeringskælder, indkøbscenteret har en stor roterende glaskuppel, der er udformet som et verdensur for den nordlige halvkugle med de største byer markeret.

## Galleri
- Glaskuppelen kronet af Moskvas skytshelgen Sankt Jørgen. Manegen ses i baggrunden.
- Statsdumaen